# Wiesław Brauliński

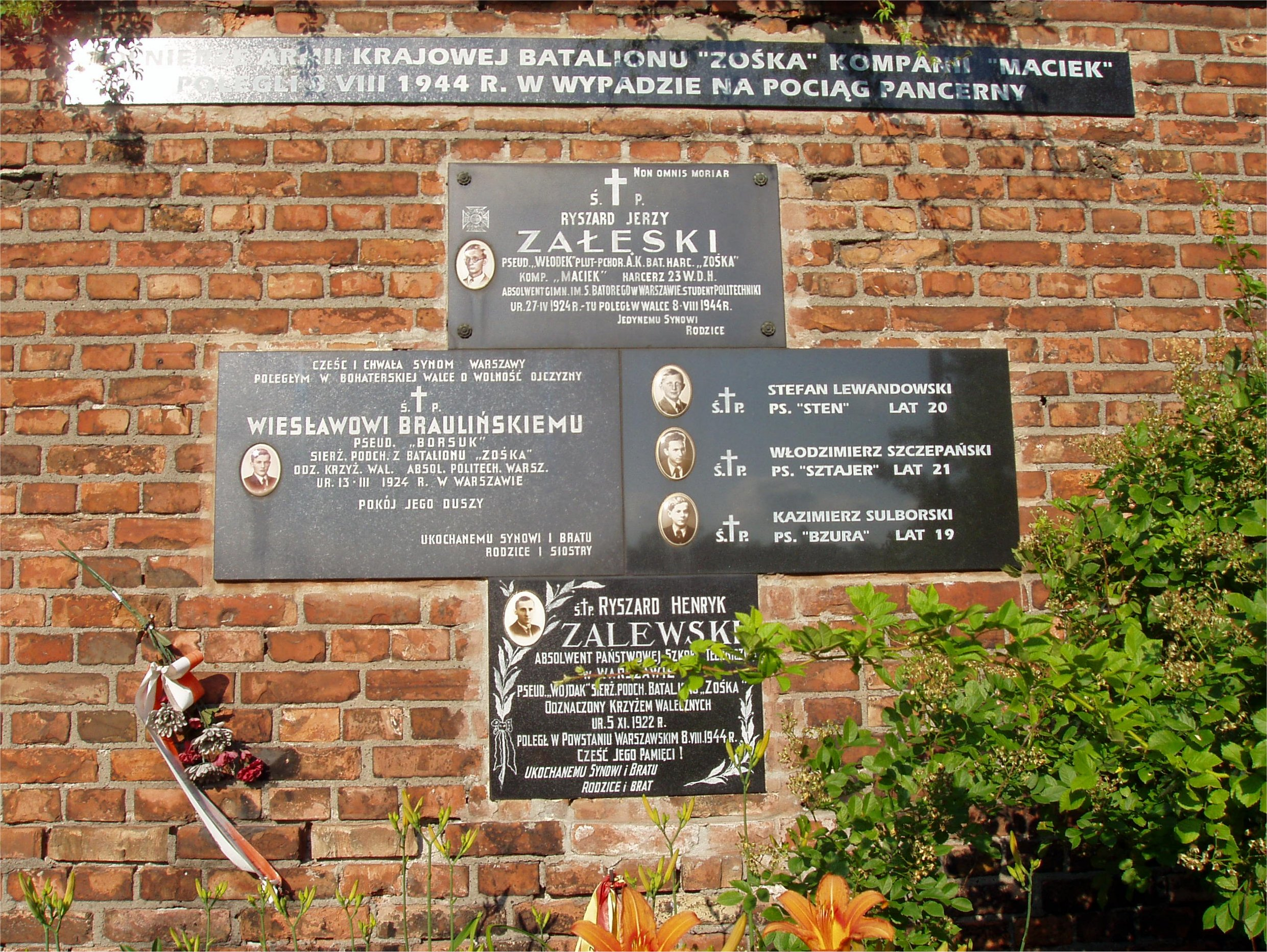
Miejsce śmierci Braulińskiego. Tablice pamiątkowe na ścianie Cmentarza Powązkowskiego przy ul. Jana Ostroroga, róg Tatarskiej

Wiesław Brauliński ps. „Borsuk” (ur. 13 marca 1924 w Warszawie, zm. 8 sierpnia 1944 tamże) – sierżant podchorąży, w powstaniu warszawskim zastępca dowódcy III plutonu 1 kompanii „Maciek” batalionu „Zośka” Zgrupowania „Radosław” Armii Krajowej. Syn Henryka.

## Życiorys
Podczas okupacji niemieckiej działał w polskim podziemiu zbrojnym. Studiował tajnie na Politechnice Warszawskiej. Poległ 8. dnia powstania warszawskiego w walkach przy ul. Jana Ostroroga (róg Tatarskiej) na Woli. Miał 20 lat. Wraz z nim zginął Ryszard Załęski (ps. „Włodek”) i Ryszard Zalewski (ps. „Wojdak”).
Został odznaczony Krzyżem Walecznych. Jego symboliczna mogiła znajduje się na Powązkach Wojskowych w Warszawie.